# Euxinico
Si definisce euxinico (dal greco "ξινός", che significa "aspro") un ambiente inizialmente ricco di vita nel quale si verifica un evento anossico. 
Con l'aumentare degli organismi viventi, l'ossigeno può diventare insufficiente fino alla completa scomparsa di ogni forma di vita. Si ha come risultato un ambiente povero di ossigeno con depositi di resti di organismi viventi.